# روچستاک
روچستاک (به لاتین: Ruchstock) یک کوه در سوئیس است که در کانتون آوری واقع شده‌است. روچستاک ۲٬۸۱۳ متر بالاتر از سطح دریا واقع شده‌است.